# InnoGames
InnoGames — німецька компанія в галузі розробки та видавництва браузерних та мобільних онлайн ігор, штаб-квартира якої розташовується у місті Гамбург, Німеччина, заснована 2007 року. Наприкінці 2012 року компанія досягла позначки у 100 мільйонів зареєстрованих гравців та близько 50 мільйонів євро прибутку. В січні 2014 року InnoGames відкрила нове відділення у місті Дюссельдорф, до якого, згодом, було приєднано співробітників із придбаної у 2016 році компанії Funatics Studio Alpha. 
В травні 2017 року шведська компанія Modern Times Group стала володіти 51% акцій InnoGames.

## Історія
У червні 2003 року брати Гендрік та Ейке Кліндворти, разом з Міхаелем Зіллмером, створили та випустили браузерну онлайн гру «Війна племен». В кінці 2005 року в цю гру вже грало понад 50 000 активних гравців. У 2007 році вони заснували компанію «InnoGames», яка розробила нові ігри та випускала їх по всьому світу. 
У травні 2010 року інвестор Fidelity Growth Partners Europe (FGPE) приєднався до InnoGames. У 2011 році компанію очолив колишній Голова правління компанії «Electronic Arts» Герхард Флорін.
В січні 2014 року компанія відкрила перший підрозділ у місті Дюссельдорф. 2016 року InnoGames придбала компанію Funatics Studios Alpha, співробітників якої приєднала до студії у Дюссельдорфі, яку згодом очолив співзасновник новопридбаної на той час компанії, Томас Фрідман, замінивши на цій посаді Денніса Рольфінга.
В жовтні 2016 було підписано угоду з шведською компанією Modern Times Group, за якою MTG купує 35% (21% в 4 кварталі 2016 та 14% в 1 кварталі 2017) акцій підприємства за 90 мільйонів євро. Згодом, MTG оголосили про наміри придбати ще частку компанії, й підняти власний пакет акцій до 51%. Того ж року на продажах з розроблених відеоігор, компанія заробила близько 125 млн євро.
В лютому 2017 року InnoGames підписала угоду про придбання мобільної стратегічної гри, Warlords, яка до того моменту розроблювалася німецькою компанією Wooga. В травні того ж року, MTG докупила 16% акцій компанії, що склало 51% від усіх акцій, за 82,6 млн євро. У листопаді 2019 року InnoGames перевищила позначку в 1 мільярд євро доходу за все життя. Операції в реальному часі, постійне оновлення контенту та мобільні пристрої значною мірою сприяли подальшому успіху компанії, яка щороку зростала з моменту заснування.

## Розроблені відеоігри
- «Війна племен» (2003)
- «The West» (2008)
- «Grepolis» (2010)
- «Forge of Empires» (2012)[16]
- «Війна племен-2» (2014)
- «Elvenar» (2015)